# Haemaphysalis hylobatis
Haemaphysalis hylobatis är en fästingart som beskrevs av Schulze 1933. Haemaphysalis hylobatis ingår i släktet Haemaphysalis och familjen hårda fästingar. Inga underarter finns listade i Catalogue of Life.